# Alexandre Barozzi
Pour les articles homonymes, voir Barozzi.
Pas d'image ? Cliquez ici

a Compétitions nationales et continentales officielles uniquement.

Alexandre Barozzi, né le 31 octobre 1986 à Tarbes, est un ancien joueur français de rugby à XV qui jouait au poste de pilier.
Il est blessé et opéré aux cervicales durant le week-end du 29 septembre 2013 après une mêlée fermée à la suite de laquelle il serait tombé sur la tête. Il ressort tétraplégique de cet accident.

## Carrière
- 2006-2009 : FC Auch Gers (Pro D2) et (Top 14)
- 2009-2011 : Biarritz olympique (Top 14)
- 2011-2013 : CA Brive (Top 14) et (Pro D2)
- 2013 : Cercle Amical Lannemezanais (Fédérale 1)

## Palmarès
- Champion de France Espoirs 2007 avec le FC Auch Gers.